# Kvitsøy fyr
Kvitsøy fyr har en historie der går tilbage til år 1700. Da opsatte Henrich Petersen et såkaldt vippefyr i Ydstebøhavn på Kvitsøy i Boknafjorden. Fyret bestod af en mast som havde påmonteret en tværvippe. I enden af den var der fæstet en «ildpande» som blev fyldt med brændende kul og som ophejst hang 6 m over grunden. Der er opsat en model af vippefyret i nærheden af det nuværende fyrtårn.
I 1829 blev vippefyret erstattet med et 18 m højt sekskantet fyrtårn med kulblus på toppen. I 1859 blev tårnet forhøjet med yderligere 7 m og udstyret med oliefyret fyrblus samt et linsesystem. Toppen af fyret er nu 45 moh. I 1938 blev fyret elektrificeret, og i 1969 automatiseret. Fyret er fredet efter lov om kulturminner. En tursti leder op til fyret og går videre ud til havet mod vest. Fyrtårnet er i dag det ældste stentårn i Norge som stadig er i brug.

## Eksterne kilder og henvisninger
- Wikimedia Commons har flere filer relateret til Kvitsøy fyr
- Kvitsøy fyr på Riksantikvarens hjemmeside kulturminnesok.no
- Kvitsøy fyrstasjon på Norsk Fyrhistorisk Forenings websted